# Carlo Buzzi (architetto)
Carlo Buzzi (Varese, 1585 circa – 23 settembre 1658) è stato un architetto italiano.

## Biografia

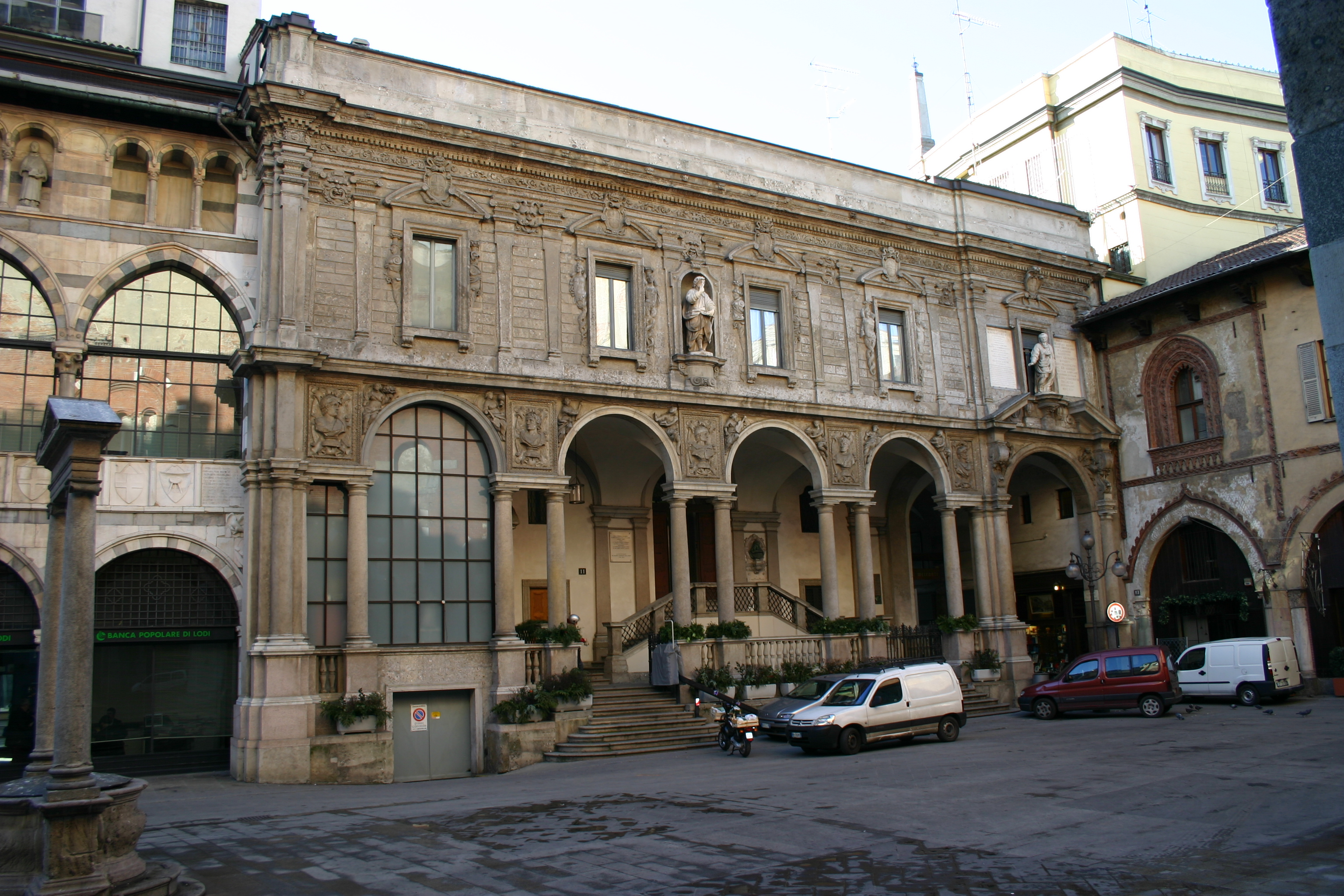
La facciata delle scuole Palatine in Piazza dei Mercanti a Milano.

Secondo alcune fonti, suo padre fu l'architetto Lelio Buzzi, capostipite di una famiglia di architetti, invece secondo altre fu solamente omonimo del figlio di Lelio Buzzi.
Carlo Buzzi fu attivo in un'epoca di transizione fra il manierismo del Pellegrini e il Barocco.
Carlo Buzzi, secondo alcune fonti, dopo una fase di studio e di apprendistato svolta assieme al padre, oppure secondo altre fonti, dopo essere stato allievo di Fabio Mangone di cui era probabilmente cognato, iniziò la sua carriera autonoma nel 1638 ottenendo la carica di architetto della Fabbrica del Duomo in sostituzione di Richini.
Buzzi rimase coinvolto nella diatriba artistica fra i fautori della linea di costruzione in stile gotico e gli oppositori che aderirono alla scuola manierista.
Buzzi propose il ritorno al modello gotico e l'abbandono di quello definito "romano", però a causa delle grandi incertezze e tentennamenti, il suo progetto concesse ampi spazi ai compromessi, poiché incluse alcune soluzioni pellegriniane, quali la parte inferiore della facciata e delle porte.
Nel 1647 Buzzi elaborò due nuovi progetti, uno dei quali comprese campanili fiancheggianti la facciata. Sei anni dopo, Buzzi presentò il suo ultimo progetto, che anche dopo l'intervento di Bernini, rimase praticamente accettato fino al Settecento e persino la realizzazione finale del 1805 rispettò per buona parte le sue direttive.
Buzzi, inoltre si occupò della ricostruzione della Scuole Palatine in piazza dei Mercanti (1644), ricevette dal Comune l'incarico di preparare le strutture architettoniche per celebrare l'ingresso in città di Maria Anna d'Austria, diresse i lavori per la cappella della Madonna dell'Albero (1640), ricostruì dal 1642 il campanile di Santo Stefano in Brolo, operò per l'Ospedale Maggiore (1644-1658), coordinò nel 1658 le celebrazioni per la nascita del principe Filippo Prospero.
Inoltre realizzò a Milano il tabernacolo della cappella di San Tommaso nella basilica di Sant'Eustorgio (1643), il coro nella chiesa di Santa Maria del Carmine, la cappella di san Matroniano (1653), l'ancona dell'altare dei santi Ippolito e Cassiano in San Lorenzo (1654-1655).
Al di fuori della città di Milano lavorò per la chiesa del santuario della Caravina a Cressogno (1639), per la chiesa di San Bartolomeo a Loggio (1647); all'espansione della parrocchiale di Merate (1648), alla costruzione del Santuario della Madonna del Bosco a Imbersago, per la basilica di Monza, per il duomo di Como (1653-1669).
Carlo Buzzi sposò Giulia Mangoni ed ebbe un figlio, Giulio, di professione ingegnere.
Carlo Buzzi morì a Milano il 23 settembre 1658.